# Olympische Sommerspiele 2020/Teilnehmer (Italien)
| Gelbes Symbol für Goldmedaillen mit stilisierten Olympischen Ringen | Graues Symbol für Silbermedaillen mit stilisierten Olympischen Ringen | Braundes Symbol für Bronzemedaillen mit stilisierten Olympischen Ringen |
| ------------------------------------------------------------------- | --------------------------------------------------------------------- | ----------------------------------------------------------------------- |
| 10                                                                  | 10                                                                    | 20                                                                      |

Italien nahm an den Olympischen Spielen 2020 in Tokio teil. Es war die insgesamt 28. Teilnahme an Olympischen Sommerspielen. Das Comitato Olimpico Nazionale Italiano nominierte 384 Athleten in 32 Sportarten.
Das CONI gab am 17. Juni 2021 die Prämien für die Medaillengewinner bekannt. Demnach erhielten die Olympiasieger 180.000 €, Silbermedaillengewinner 90.000 € und Bronzemedaillengewinner 60.000 €.

## Medaillengewinner

### Gold
| Name                                                            | Sportart       | Wettkampf                   |
| --------------------------------------------------------------- | -------------- | --------------------------- |
| Luigi Busà                                                      | Karate         | Kumite bis 75 kg            |
| Gianmarco Tamberi                                               | Leichtathletik | Hochsprung                  |
| Lamont Marcell Jacobs                                           | Leichtathletik | 100 m                       |
| Lorenzo Patta Lamont Marcell Jacobs Eseosa Desalu Filippo Tortu | Leichtathletik | 4 × 100 m                   |
| Massimo Stano                                                   | Leichtathletik | 20 km Gehen                 |
| Antonella Palmisano                                             | Leichtathletik | 20 km Gehen                 |
| Simone Consonni Filippo Ganna Francesco Lamon Jonathan Milan    | Radsport       | Mannschaftsverfolgung       |
| Valentina Rodini Federica Cesarini                              | Rudern         | Leichtgewichts-Doppelzweier |
| Caterina Banti Ruggero Tita                                     | Segeln         | Nacra 17                    |
| Vito Dell’Aquila                                                | Taekwondo      | bis 58 kg                   |

### Silber
| Name                                                                           | Sportart      | Wettkampf          |
| ------------------------------------------------------------------------------ | ------------- | ------------------ |
| Mauro Nespoli                                                                  | Bogenschießen | Einzel             |
| Luigi Samele                                                                   | Fechten       | Säbel              |
| Luca Curatoli Luigi Samele Enrico Berrè Aldo Montano                           | Fechten       | Säbel Mannschaft   |
| Daniele Garozzo                                                                | Fechten       | Florett            |
| Giorgia Bordignon                                                              | Gewichtheben  | Klasse bis 64 kg   |
| Manfredi Rizza                                                                 | Kanu          | K1 200 m           |
| Gregorio Paltrinieri                                                           | Schwimmen     | 800 m Freistil     |
| Alessandro Miressi Thomas Ceccon Lorenzo Zazzeri Manuel Frigo Santo Condorelli | Schwimmen     | 4 × 100 m Freistil |
| Diana Bacosi                                                                   | Schießen      | Skeet              |
| Vanessa Ferrari                                                                | Turnen        | Boden              |

### Bronze
| Name                                                                                   | Sportart                   | Wettkampf                          |
| -------------------------------------------------------------------------------------- | -------------------------- | ---------------------------------- |
| Lucilla Boari                                                                          | Bogenschießen              | Einzel                             |
| Irma Testa                                                                             | Boxen                      | Klasse bis 57 kg                   |
| Rossella Fiamingo Federica Isola Mara Navarria Alberta Santuccio                       | Fechten                    | Degen Mannschaft                   |
| Erica Cipressa Arianna Errigo Martina Batini Alice Volpi                               | Fechten                    | Florett Mannschaft                 |
| Mirko Zanni                                                                            | Gewichtheben               | Klasse bis 67 kg                   |
| Antonino Pizzolato                                                                     | Gewichtheben               | Klasse bis 81 kg                   |
| Odette Giuffrida                                                                       | Judo                       | Klasse bis 52 kg                   |
| Maria Centracchio                                                                      | Judo                       | Klasse bis 63 kg                   |
| Viviana Bottaro                                                                        | Karate                     | Kata                               |
| Elisa Longo Borghini                                                                   | Radsport                   | Straßenrennen                      |
| Elia Viviani                                                                           | Radsport                   | Omnium                             |
| Martina Centofanti Agnese Duranti Alessia Maurelli Daniela Mogurean Martina Santandrea | Rhythmische Sportgymnastik | Gruppe                             |
| Abraham Conyedo                                                                        | Ringen                     | Freistil bis 97 kg                 |
| Matteo Castaldo Marco Di Costanzo Matteo Lodo Giuseppe Vicino                          | Rudern                     | Vierer ohne Steuermann             |
| Stefano Oppo Pietro Ruta                                                               | Rudern                     | Leichtgewichts-Doppelzweier Männer |
| Nicolò Martinenghi                                                                     | Schwimmen                  | 100 m Brust                        |
| Federico Burdisso                                                                      | Schwimmen                  | 200 m Schmetterling                |
| Thomas Ceccon Nicolò Martinenghi Federico Burdisso Alessandro Miressi                  | Schwimmen                  | 4 × 100 m Lagen                    |
| Simona Quadarella                                                                      | Schwimmen                  | 800 m Freistil                     |
| Gregorio Paltrinieri                                                                   | Schwimmen                  | 10 km Freiwasser                   |

## Teilnehmer nach Sportarten

### Basketball

#### Basketball
| Wettbewerb    | Herren |
| ------------- | --- |
| Athleten      | Simone Fontecchio Danilo Gallinari Niccolò Mannion Nicolò Melli Riccardo Moraschini Alessandro Pajola Achille Polonara Giampaolo Ricci Marco Spissu Amedeo Tessitori Stefano Tonut Michele Vitali |
| Trainer       | Romeo Sacchetti |
| Gruppenphase  | Deutschland (92–82) Australien (83–86) Nigeria (80–71) |
| Viertelfinale | Frankreich (75–84) |
| Halbfinale    | ausgeschieden |
| Finale        | ausgeschieden |
| Platzierung   | 5. Platz |

#### 3×3 Basketball
| Wettbewerb    | Damen |
| ------------- | --- |
| Athleten      | Chiara Consolini Rae Lin D'Alie Marcella Filippi Giulia Rulli                                                          |
| Gruppenphase  | Mongolei (15–14) Frankreich (16–19) Rumänien (22–14) China (13–22) Japan (10–22) Vereinigte Staaten (13–17) ROC (9–17) |
| Viertelfinale | China (13–19) |
| Halbfinale    | ausgeschieden |
| Finale        | ausgeschieden |
| Platzierung   | 6. Platz |

### Beachvolleyball
| Athleten                           | Gruppenphase            | Gruppenphase              | Gruppenphase | Gruppenphase | Achtelfinale   | Achtelfinale       | Viertelfinale  | Viertelfinale      | Halbfinale    | Halbfinale    | Finale        | Finale        | Rang |
| Athleten                           | Gegner                  | Ergebnis                  | Punkte       | Rang         | Gegner         | Ergebnis           | Gegner         | Ergebnis           | Gegner        | Ergebnis      | Gegner        | Ergebnis      | Rang |
| ---------------------------------- | ----------------------- | ------------------------- | ------------ | ------------ | -------------- | ------------------ | -------------- | ------------------ | ------------- | ------------- | ------------- | ------------- | ---- |
| Frauen                             |                         |                           |              |              |                |                    |                |                    |               |               |               |               |      |
| Marta Menegatti Viktoria Orsi Toth | Makrogusowa / Cholomina | 0:2 (18:21, 15:21)        | 3            | 4            | ausgeschieden  | ausgeschieden      | ausgeschieden  | ausgeschieden      | ausgeschieden | ausgeschieden | ausgeschieden | ausgeschieden | 19   |
| Marta Menegatti Viktoria Orsi Toth | Clancy / Artacho        | 0:2 (20:22, 19:21)        | 3            | 4            | ausgeschieden  | ausgeschieden      | ausgeschieden  | ausgeschieden      | ausgeschieden | ausgeschieden | ausgeschieden | ausgeschieden | 19   |
| Marta Menegatti Viktoria Orsi Toth | Lidy / Leila            | 0:2 (16:21, 16:21)        | 3            | 4            | ausgeschieden  | ausgeschieden      | ausgeschieden  | ausgeschieden      | ausgeschieden | ausgeschieden | ausgeschieden | ausgeschieden | 19   |
| Männer                             |                         |                           |              |              |                |                    |                |                    |               |               |               |               |      |
| Paolo Nicolai Daniele Lupo         | Thole / Wickler         | 2:1 (19:21, 21:19, 15:13) | 6            | 1            | Bryl / Fijałek | 2:0 (22:20, 21:16) | Cherif / Ahmed | 0:2 (17:21, 21:23) | ausgeschieden | ausgeschieden | ausgeschieden | ausgeschieden | 5    |
| Paolo Nicolai Daniele Lupo         | Gottsu / Shiratori      | 2:0 (21:19, 21:16)        | 6            | 1            | Bryl / Fijałek | 2:0 (22:20, 21:16) | Cherif / Ahmed | 0:2 (17:21, 21:23) | ausgeschieden | ausgeschieden | ausgeschieden | ausgeschieden | 5    |
| Paolo Nicolai Daniele Lupo         | Kantor / Łosiak         | 2:1 (21:19, 17:21, 15:10) | 6            | 1            | Bryl / Fijałek | 2:0 (22:20, 21:16) | Cherif / Ahmed | 0:2 (17:21, 21:23) | ausgeschieden | ausgeschieden | ausgeschieden | ausgeschieden | 5    |
| Adrian Carambula Enrico Rossi      | Gibb / Bourne           | 0:2 (18:21, 19:21)        | 3            | 4            | ausgeschieden  | ausgeschieden      | ausgeschieden  | ausgeschieden      | ausgeschieden | ausgeschieden | ausgeschieden | ausgeschieden | 19   |
| Adrian Carambula Enrico Rossi      | Cherif / Ahmed          | 0:2 (22:24, 13:21)        | 3            | 4            | ausgeschieden  | ausgeschieden      | ausgeschieden  | ausgeschieden      | ausgeschieden | ausgeschieden | ausgeschieden | ausgeschieden | 19   |
| Adrian Carambula Enrico Rossi      | Heidrich / Gerson       | 1:2 (14:21, 26:24, 13:15) | 3            | 4            | ausgeschieden  | ausgeschieden      | ausgeschieden  | ausgeschieden      | ausgeschieden | ausgeschieden | ausgeschieden | ausgeschieden | 19   |

### Bogenschießen
| Athleten                                         | Wettbewerb | Qualifikation | Qualifikation | 1. Runde     | 1. Runde | 2. Runde      | 2. Runde      | Achtelfinale   | Achtelfinale  | Viertelfinale | Viertelfinale | Halbfinale    | Halbfinale    | Finale        | Finale        | Rang          |
| Athleten                                         | Wettbewerb | Ringe         | Rang          | Gegner       | Ergebnis | Gegner        | Ergebnis      | Gegner         | Ergebnis      | Gegner        | Ergebnis      | Gegner        | Ergebnis      | Gegner        | Ergebnis      | Rang          |
| ------------------------------------------------ | ---------- | ------------- | ------------- | ------------ | -------- | ------------- | ------------- | -------------- | ------------- | ------------- | ------------- | ------------- | ------------- | ------------- | ------------- | ------------- |
| Frauen                                           |            |               |               |              |          |               |               |                |               |               |               |               |               |               |               |               |
| Tatiana Andreoli                                 | Einzel     | 627           | 52            | L. Barbelin  | 2:6      | ausgeschieden | ausgeschieden | ausgeschieden  | ausgeschieden | ausgeschieden | ausgeschieden | ausgeschieden | ausgeschieden | ausgeschieden | ausgeschieden | ausgeschieden |
| Lucilla Boari                                    | Einzel     | 651           | 23            | S. Zyzańska  | 6:0      | C. Rebagliati | 6:4           | H. Marussawa   | 6:5           | Wu J.         | 6:2           | J. Ossipowa   | 6:0           | M. Brown      | 1:7           | Bronze        |
| Chiara Rebagliati                                | Einzel     | 658           | 10            | C. Bjerendal | 6:2      | L. Boari      | 4:6           | ausgeschieden  | ausgeschieden | ausgeschieden | ausgeschieden | ausgeschieden | ausgeschieden | ausgeschieden | ausgeschieden | ausgeschieden |
| Tatiana Andreoli Lucilla Boari Chiara Rebagliati | Mannschaft | 1936          | 8             | —            | —        | —             | —             | Großbritannien | 5:3           | Südkorea      | 0:6           | ausgeschieden | ausgeschieden | ausgeschieden | ausgeschieden | ausgeschieden |
| Männer                                           |            |               |               |              |          |               |               |                |               |               |               |               |               |               |               |               |
| Mauro Nespoli                                    | Einzel     | 658           | 24            | Ž. Ravnikar  | 6:0      | D. Gankin     | 6:2           | M. D’Almeida   | 6:0           | F. Unruh      | 6:4           | Tang C.-c.    | 6:2           | M. Gazoz      | 4:6           | Silber        |
| Mixed                                            |            |               |               |              |          |               |               |                |               |               |               |               |               |               |               |               |
| Mauro Nespoli Chiara Rebagliati                  | Mannschaft | 1316          | 11            | —            | —        | —             | —             | Niederlande    | 0:6           | ausgeschieden | ausgeschieden | ausgeschieden | ausgeschieden | ausgeschieden | ausgeschieden | ausgeschieden |

### Boxen
| Athleten            | Wettbewerb               | 1. Runde     | 1. Runde | Achtelfinale  | Achtelfinale | Viertelfinale | Viertelfinale | Halbfinale    | Halbfinale    | Finale        | Finale        | Rang   |
| Athleten            | Wettbewerb               | Gegner       | Ergebnis | Gegner        | Ergebnis     | Gegner        | Ergebnis      | Gegner        | Ergebnis      | Gegner        | Ergebnis      | Rang   |
| ------------------- | ------------------------ | ------------ | -------- | ------------- | ------------ | ------------- | ------------- | ------------- | ------------- | ------------- | ------------- | ------ |
| Frauen              |                          |              |          |               |              |               |               |               |               |               |               |        |
| Giordana Sorrentino | Fliegengewicht bis 51 kg | I. Cardozo   | 5:0      | Huang H.-w.   | 0:5          | ausgeschieden | ausgeschieden | ausgeschieden | ausgeschieden | ausgeschieden | ausgeschieden | 9      |
| Irma Testa          | Federgewicht bis 57 kg   | L. Woronzowa | 4:1      | M. Walsh      | 5:0          | C. Veyre      | 5:0           | N. Petecio    | 1:4           | ausgeschieden | ausgeschieden | Bronze |
| Rebecca Nicoli      | Leichtgewicht bis 60 kg  | E. Falcón    | 4:1      | K. Harrington | 0:5          | ausgeschieden | ausgeschieden | ausgeschieden | ausgeschieden | ausgeschieden | ausgeschieden | 9      |
| Angela Carini       | Weltergewicht bis 69 kg  | Freilos      | Freilos  | Chen N.-c.    | 2:3          | ausgeschieden | ausgeschieden | ausgeschieden | ausgeschieden | ausgeschieden | ausgeschieden | 9      |

### Fechten
| Athleten                                                         | Wettbewerb         | 1. Runde | 1. Runde | 2. Runde       | 2. Runde | Achtelfinale  | Achtelfinale  | Viertelfinale | Viertelfinale | Halbfinale / Klassifikation | Halbfinale / Klassifikation | Finale / Platzierung | Finale / Platzierung | Rang          |
| Athleten                                                         | Wettbewerb         | Gegner   | Ergebnis | Gegner         | Ergebnis | Gegner        | Ergebnis      | Gegner        | Ergebnis      | Gegner                      | Ergebnis                    | Gegner               | Ergebnis             | Rang          |
| ---------------------------------------------------------------- | ------------------ | -------- | -------- | -------------- | -------- | ------------- | ------------- | ------------- | ------------- | --------------------------- | --------------------------- | -------------------- | -------------------- | ------------- |
| Frauen                                                           |                    |          |          |                |          |               |               |               |               |                             |                             |                      |                      |               |
| Rossella Fiamingo                                                | Degen Einzel       | Freilos  | Freilos  | N. Moellhausen | 10:9     | A. Jarecka    | 15:13         | K. Lehis      | 7:15          | ausgeschieden               | ausgeschieden               | ausgeschieden        | ausgeschieden        | ausgeschieden |
| Federica Isola                                                   | Degen Einzel       | Freilos  | Freilos  | S. Besbes      | 14:12    | Lin S.        | 15:9          | Sun Y.        | 10:11         | ausgeschieden               | ausgeschieden               | ausgeschieden        | ausgeschieden        | ausgeschieden |
| Mara Navarria                                                    | Degen Einzel       | Freilos  | Freilos  | J. Litschagina | 15:12    | K. Lehis      | 10:15         | ausgeschieden | ausgeschieden | ausgeschieden               | ausgeschieden               | ausgeschieden        | ausgeschieden        | ausgeschieden |
| Rossella Fiamingo Federica Isola Mara Navarria Alberta Santuccio | Degen Mannschaft   | —        | —        | —              | —        | —             | —             | ROC           | 33:31         | Estland                     | 34:42                       | China                | 23:21                | Bronze        |
| Martina Batini                                                   | Florett Einzel     | Freilos  | Freilos  | F. Kreiss      | 10:15    | ausgeschieden | ausgeschieden | ausgeschieden | ausgeschieden | ausgeschieden               | ausgeschieden               | ausgeschieden        | ausgeschieden        | ausgeschieden |
| Arianna Errigo                                                   | Florett Einzel     | Freilos  | Freilos  | Y. El-Sharkawy | 15:2     | J. Guo        | 15:8          | A. Volpi      | 7:15          | ausgeschieden               | ausgeschieden               | ausgeschieden        | ausgeschieden        | ausgeschieden |
| Alice Volpi                                                      | Florett Einzel     | Freilos  | Freilos  | K. Kondricz    | 15:5     | L. Ebert      | 15:13         | A. Errigo     | 15:7          | I. Deriglasowa              | 10:15                       | L. Korobeinikowa     | 14:15                | 4             |
| Martina Batini Arianna Errigo Alice Volpi Erica Cipressa         | Florett Mannschaft | —        | —        | —              | —        | —             | —             | Ungarn        | 45:32         | Frankreich                  | 43:45                       | Vereinigte Staaten   | 45:23                | Bronze        |
| Martina Criscio                                                  | Säbel Einzel       | Freilos  | Freilos  | Yoon J.-s.     | 11:15    | ausgeschieden | ausgeschieden | ausgeschieden | ausgeschieden | ausgeschieden               | ausgeschieden               | ausgeschieden        | ausgeschieden        | ausgeschieden |
| Rossella Gregorio                                                | Säbel Einzel       | Freilos  | Freilos  | S. Posdnjakowa | 12:15    | ausgeschieden | ausgeschieden | ausgeschieden | ausgeschieden | ausgeschieden               | ausgeschieden               | ausgeschieden        | ausgeschieden        | ausgeschieden |
| Irene Vecchi                                                     | Säbel Einzel       | Freilos  | Freilos  | C. Lembach     | 15:11    | S. Welikaja   | 12:15         | ausgeschieden | ausgeschieden | ausgeschieden               | ausgeschieden               | ausgeschieden        | ausgeschieden        | ausgeschieden |
| Martina Criscio Rossella Gregorio Irene Vecchi Michela Battiston | Säbel Mannschaft   | —        | —        | —              | —        | Freilos       | Freilos       | China         | 45:41         | Frankreich                  | 39:45                       | Südkorea             | 42:45                | 4             |
| Männer                                                           |                    |          |          |                |          |               |               |               |               |                             |                             |                      |                      |               |
| Marco Fichera                                                    | Degen Einzel       | Freilos  | Freilos  | R. Kurbanow    | 7:15     | ausgeschieden | ausgeschieden | ausgeschieden | ausgeschieden | ausgeschieden               | ausgeschieden               | ausgeschieden        | ausgeschieden        | ausgeschieden |
| Enrico Garozzo                                                   | Degen Einzel       | Freilos  | Freilos  | K. Kanō        | 12:15    | ausgeschieden | ausgeschieden | ausgeschieden | ausgeschieden | ausgeschieden               | ausgeschieden               | ausgeschieden        | ausgeschieden        | ausgeschieden |
| Andrea Santarelli                                                | Degen Einzel       | Freilos  | Freilos  | S. Chodos      | 15:10    | A. Bardenet   | 15:11         | M. Yamada     | 15:13         | G. Siklósi                  | 10:15                       | I. Rejslin           | 12:15                | 4             |
| Marco Fichera Enrico Garozzo Andrea Santarelli Gabriele Cimini   | Degen Mannschaft   | —        | —        | —              | —        | Freilos       | Freilos       | ROC           | 34:45         | Ukraine                     | 39:45                       | Schweiz              | 36:34                | 7             |
| Andrea Cassarà                                                   | Florett Einzel     | Freilos  | Freilos  | E. Schenkel    | 15:11    | M. Hamza      | 15:13         | ausgeschieden | ausgeschieden | ausgeschieden               | ausgeschieden               | ausgeschieden        | ausgeschieden        | ausgeschieden |
| Alessio Foconi                                                   | Florett Einzel     | Freilos  | Freilos  | A. Sanità      | 15:8     | C. Ka Long    | 3:15          | ausgeschieden | ausgeschieden | ausgeschieden               | ausgeschieden               | ausgeschieden        | ausgeschieden        | ausgeschieden |
| Daniele Garozzo                                                  | Florett Einzel     | Freilos  | Freilos  | M. Hassan      | 15:6     | K. Matsuyama  | 15:14         | E. Lefort     | 15:10         | T. Shikine                  | 15:9                        | C. Ka Long           | 11:15                | Silber        |
| Andrea Cassarà Alessio Foconi Daniele Garozzo Giorgio Avola      | Florett Mannschaft | —        | —        | —              | —        | Freilos       | Freilos       | Japan         | 43:45         | Ägypten                     | 45:30                       | Deutschland          | kampflos             | 5             |
| Enrico Berrè                                                     | Säbel Einzel       | Freilos  | Freilos  | F. Ferjani     | 15:10    | I. Teodosiu   | 15:12         | L. Samele     | 10:15         | ausgeschieden               | ausgeschieden               | ausgeschieden        | ausgeschieden        | ausgeschieden |
| Luca Curatoli                                                    | Säbel Einzel       | Freilos  | Freilos  | I. Teodosiu    | 11:15    | ausgeschieden | ausgeschieden | ausgeschieden | ausgeschieden | ausgeschieden               | ausgeschieden               | ausgeschieden        | ausgeschieden        | ausgeschieden |
| Luigi Samele                                                     | Säbel Einzel       | Freilos  | Freilos  | Xu Y.          | 15:12    | M. Rahbari    | 15:7          | E. Berrè      | 15:10         | Kim J.-h.                   | 15:12                       | Á. Szilágyi          | 7:15                 | Silber        |
| Enrico Berrè Luca Curatoli Luigi Samele Aldo Montano             | Säbel Mannschaft   | —        | —        | —              | —        | Freilos       | Freilos       | Iran          | 45:44         | Ungarn                      | 45:43                       | Südkorea             | 26:45                | Silber        |

### Gewichtheben
| Athleten           | Wettbewerb              | Reißen  | Reißen | Stoßen  | Stoßen | Zweikampf | Zweikampf | Rang   |
| Athleten           | Wettbewerb              | Gewicht | Rang   | Gewicht | Rang   | Gewicht   | Rang      | Rang   |
| ------------------ | ----------------------- | ------- | ------ | ------- | ------ | --------- | --------- | ------ |
| Frauen             |                         |         |        |         |        |           |           |        |
| Maria Alemanno     | Leichtgewicht bis 59 kg | 85 kg   | 11     | 100 kg  | 11     | 185 kg    | 11        | 11     |
| Giorgia Bordignon  | Mittelgewicht bis 64 kg | 104 kg  | 3      | 128 kg  | 2      | 232 kg    | 2         | Silber |
| Männer             |                         |         |        |         |        |           |           |        |
| Davide Ruiu        | Bantamgewicht bis 61 kg | 127 kg  | 7      | 159 kg  | 6      | 286 kg    | 6         | 6      |
| Mirko Zanni        | Federgewicht bis 67 kg  | 145 kg  | 5      | 177 kg  | 3      | 322 kg    | 3         | Bronze |
| Antonino Pizzolato | Mittelgewicht bis 81 kg | 165 kg  | 2      | 200 kg  | 3      | 365 kg    | 3         | Bronze |

### Golf
| Athleten                  | Runde 1 | Runde 2 | Runde 3 | Runde 4 | Gesamt | Par | Rang |
| ------------------------- | ------- | ------- | ------- | ------- | ------ | --- | ---- |
| Frauen                    |         |         |         |         |        |     |      |
| Lucrezia Colombotto Rosso | 75      | 74      | 75      | 78      | 302    | +18 | 59   |
| Giulia Molinaro           | 75      | 71      | 70      | 70      | 286    | +2  | 46   |
| Männer                    |         |         |         |         |        |     |      |
| Guido Migliozzi           | 71      | 65      | 68      | 72      | 276    | −8  | 32   |
| Renato Paratore           | 71      | 70      | 67      | 67      | 275    | −9  | 27   |

### Judo
| Athleten | Wettbewerb | 1. Runde         | 1. Runde | 2. Runde    | 2. Runde | Achtelfinale   | Achtelfinale  | Viertelfinale   | Viertelfinale | Halbfinale / Trostrunde | Halbfinale / Trostrunde | Finale / Platz 3 | Finale / Platz 3 | Rang   |
| Athleten | Wettbewerb | Gegner           | Ergebnis | Gegner      | Ergebnis | Gegner         | Ergebnis      | Gegner          | Ergebnis      | Gegner                  | Ergebnis                | Gegner           | Ergebnis         | Rang   |
| --- | ---------- | ---------------- | -------- | ----------- | -------- | -------------- | ------------- | --------------- | ------------- | ----------------------- | ----------------------- | ---------------- | ---------------- | ------ |
| Frauen |            |                  |          |             |          |                |               |                 |               |                         |                         |                  |                  |        |
| Francesca Milani | bis 48 kg  | Lin C.-h.        | 1s1:10s2 | —           | —        | ausgeschieden  | ausgeschieden | ausgeschieden   | ausgeschieden | ausgeschieden           | ausgeschieden           | ausgeschieden    | ausgeschieden    | 17     |
| Odette Giuffrida | bis 52 kg  | Freilos          | Freilos  | —           | —        | A. Chițu       | 10:0          | C. Van Snick    | 1s2:0s1       | U. Abe                  | 0s2:1s1                 | R. Pupp          | 10:0s1           | Bronze |
| Maria Centracchio | bis 63 kg  | D. Nomenjanahary | 10:0     | —           | —        | S. Özbas       | 11:0s2        | A. Ozdoba-Błach | 10s2:0s3      | T. Trstenjak            | 0s1:10s1                | J. Franssen      | 10:0s3           | Bronze |
| Alice Bellandi | bis 70 kg  | A. Niang         | 1s1:0s2  | —           | —        | A. Bernholm    | 1s2:0s1       | S. van Dijke    | 1s1:11s2      | B. Matić                | 0s2:10                  | ausgeschieden    | ausgeschieden    | 7      |
| Männer |            |                  |          |             |          |                |               |                 |               |                         |                         |                  |                  |        |
| Manuel Lombardo | bis 66 kg  | Freilos          | Freilos  | —           | —        | J. Sericzhanow | 1s1:0s1       | D. Cargnin      | 0s1:1s1       | J. Baschüü              | 10s1:0s3                | An B.-u.         | 0:10             | 5      |
| Fabio Basile | bis 73 kg  | Freilos          | Freilos  | An C.-r.    | 0s1:1s1  | ausgeschieden  | ausgeschieden | ausgeschieden   | ausgeschieden | ausgeschieden           | ausgeschieden           | ausgeschieden    | ausgeschieden    | 17     |
| Christian Parlati | bis 81 kg  | Freilos          | Freilos  | M. Abdelaal | 11:0     | T. Nagase      | 0s2:10s2      | ausgeschieden   | ausgeschieden | ausgeschieden           | ausgeschieden           | ausgeschieden    | ausgeschieden    | 9      |
| Nicholas Mungai | bis 90 kg  | Freilos          | Freilos  | D. Bobonov  | 0:1s2    | ausgeschieden  | ausgeschieden | ausgeschieden   | ausgeschieden | ausgeschieden           | ausgeschieden           | ausgeschieden    | ausgeschieden    | 17     |
| Mixed |            |                  |          |             |          |                |               |                 |               |                         |                         |                  |                  |        |
| Odette Giuffrida Francesca Milani Alice Bellandi Maria Centracchio Fabio Basile Manuel Lombardo Nicholas Mungai Christian Parlati | Mixed Team | —                | —        | —           | —        | Israel         | 3:4           | ausgeschieden   | ausgeschieden | ausgeschieden           | ausgeschieden           | ausgeschieden    | ausgeschieden    | 9      |

### Kanu

#### Kanurennsport
| Athleten                   | Wettbewerb | Vorlauf      | Vorlauf | Viertelfinale | Viertelfinale | Halbfinale   | Halbfinale | Finale A/B/C | Finale A/B/C | Rang   |
| Athleten                   | Wettbewerb | Zeit         | Rang    | Zeit          | Rang          | Zeit         | Rang       | Zeit         | Rang         | Rang   |
| -------------------------- | ---------- | ------------ | ------- | ------------- | ------------- | ------------ | ---------- | ------------ | ------------ | ------ |
| Frauen                     |            |              |         |               |               |              |            |              |              |        |
| Francesca Genzo            | K-1 200 m  | 42,198 s     | 2       | —             | —             | 40,000 s     | 4          | 40,184 s     | 7            | 7      |
| Männer                     |            |              |         |               |               |              |            |              |              |        |
| Manfredi Rizza             | K-1 200 m  | 34,867 s     | 1       | —             | —             | 35,171 s     | 2          | 35,080 s     | 2            | Silber |
| Luca Beccaro Samuele Burgo | K-2 1000 m | 3:28,047 min | 4       | 3:12,667 min  | 3             | 3:20,591 min | 5          | 3:22,408 min | 3            | 11     |

#### Kanuslalom
| Athleten            | Wettbewerb | Vorlauf  | Vorlauf | Halbfinale | Halbfinale | Finale        | Finale        | Rang |
| Athleten            | Wettbewerb | Zeit     | Rang    | Zeit       | Rang       | Zeit          | Rang          | Rang |
| ------------------- | ---------- | -------- | ------- | ---------- | ---------- | ------------- | ------------- | ---- |
| Frauen              |            |          |         |            |            |               |               |      |
| Stefanie Horn       | K-1        | 104,79 s | 4       | 108,52 s   | 4          | 106,93 s      | 4             | 4    |
| Marta Bertoncelli   | C-1        | 113,91 s | 10      | 145,71 s   | 15         | ausgeschieden | ausgeschieden | 15   |
| Männer              |            |          |         |            |            |               |               |      |
| Giovanni De Gennaro | K-1        | 90,65 s  | 2       | 100,23 s   | 14         | ausgeschieden | ausgeschieden | 14   |

### Karate

#### Kata
| Athleten        | Wettbewerb | Ausscheidungsrunde | Ausscheidungsrunde | Platzierungsrunde | Platzierungsrunde | Kampf um Gold / Bronze | Kampf um Gold / Bronze | Kampf um Gold / Bronze | Rang   |
| Athleten        | Wettbewerb | Punkte             | Rang               | Punkte            | Rang              | Gegner                 | Punkte                 | Rang                   | Rang   |
| --------------- | ---------- | ------------------ | ------------------ | ----------------- | ----------------- | ---------------------- | ---------------------- | ---------------------- | ------ |
| Frauen          |            |                    |                    |                   |                   |                        |                        |                        |        |
| Viviana Bottaro | Kata       | 25,57              | 2                  | 26,46             | 2                 | S. Kokumai             | 26,48                  | 3                      | Bronze |
| Männer          |            |                    |                    |                   |                   |                        |                        |                        |        |
| Mattia Busato   | Kata       | 25,50              | 4                  | ausgeschieden     | ausgeschieden     | ausgeschieden          | ausgeschieden          | ausgeschieden          | 7      |

#### Kumite
| Athleten        | Wettbewerb        | Gruppenphase | Gruppenphase | Halbfinale    | Halbfinale    | Finale        | Finale        | Rang |
| Athleten        | Wettbewerb        | Punkte       | Rang         | Gegner        | Ergebnis      | Gegner        | Ergebnis      | Rang |
| --------------- | ----------------- | ------------ | ------------ | ------------- | ------------- | ------------- | ------------- | ---- |
| Frauen          |                   |              |              |               |               |               |               |      |
| Silvia Semeraro | Kumite über 61 kg | 4            | 3            | ausgeschieden | ausgeschieden | ausgeschieden | ausgeschieden | 5    |
| Männer          |                   |              |              |               |               |               |               |      |
| Luigi Busà      | Kumite bis 75 kg  | 6            | 1            | S. Horuna     | 3:0           | R. Ağayev     | 1:0           | Gold |

### Leichtathletik
Laufen und Gehen 
| Athleten                                                             | Wettbewerb        | Runde 1      | Runde 1 | Halbfinale    | Halbfinale    | Finale        | Finale        | Rang          |
| Athleten                                                             | Wettbewerb        | Zeit         | Rang    | Zeit          | Rang          | Zeit          | Rang          | Rang          |
| -------------------------------------------------------------------- | ----------------- | ------------ | ------- | ------------- | ------------- | ------------- | ------------- | ------------- |
| Frauen                                                               |                   |              |         |               |               |               |               |               |
| Anna Bongiorni                                                       | 100 m             | 11,35 s      | 3       | 11,38 s       | 8             | ausgeschieden | ausgeschieden | ausgeschieden |
| Vittoria Fontana                                                     | 100 m             | 11,53 s      | 7       | ausgeschieden | ausgeschieden | ausgeschieden | ausgeschieden | ausgeschieden |
| Gloria Hooper                                                        | 200 m             | 23,16 s      | 4       | 23,28 s       | 8             | ausgeschieden | ausgeschieden | ausgeschieden |
| Dalia Kaddari                                                        | 200 m             | 23,26 s      | 3       | 23,41 s       | 8             | ausgeschieden | ausgeschieden | ausgeschieden |
| Elena Bellò                                                          | 800 m             | 2:01,07 min  | 5       | 2:02,35 min   | 6             | ausgeschieden | ausgeschieden | ausgeschieden |
| Federica Del Buono                                                   | 1500 m            | 4:07,70 min  | 11      | ausgeschieden | ausgeschieden | ausgeschieden | ausgeschieden | ausgeschieden |
| Gaia Sabbatini                                                       | 1500 m            | 4:05,41 min  | 4       | 4:02,25 min   | 8             | ausgeschieden | ausgeschieden | ausgeschieden |
| Nadia Battocletti                                                    | 5000 m            | 14:55,83 min | 3       | —             | —             | 14:46,29 min  | 7             | 7             |
| Luminosa Bogliolo                                                    | 100 m Hürden      | 12,93 s      | 3       | 12,75 s       | 4             | ausgeschieden | ausgeschieden | ausgeschieden |
| Elisa Di Lazzaro                                                     | 100 m Hürden      | 13,08 s      | 5       | ausgeschieden | ausgeschieden | ausgeschieden | ausgeschieden | ausgeschieden |
| Eleonora Marchiando                                                  | 400 m Hürden      | 56,82 s      | 5       | ausgeschieden | ausgeschieden | ausgeschieden | ausgeschieden | ausgeschieden |
| Linda Olivieri                                                       | 400 m Hürden      | 55,54 s      | 4       | 57,03 s       | 7             | ausgeschieden | ausgeschieden | ausgeschieden |
| Yadisleidy Pedroso                                                   | 400 m Hürden      | 55,57 s      | 5       | 55,80 s       | 5             | ausgeschieden | ausgeschieden | ausgeschieden |
| Giovanna Epis                                                        | Marathon          | —            | —       | —             | —             | 2:35:09 h     | 32            | 32            |
| Eleonora Giorgi                                                      | 20 km Gehen       | —            | —       | —             | —             | 1:46:36 h     | 52            | 52            |
| Antonella Palmisano                                                  | 20 km Gehen       | —            | —       | —             | —             | 1:29:12 h     | 1             | Gold          |
| Valentina Trapletti                                                  | 20 km Gehen       | —            | —       | —             | —             | 1:33:12 h     | 18            | 18            |
| Anna Bongiorni Vittoria Fontana Gloria Hooper Irene Siragusa         | 4 × 100 m         | 42,84 s      | 6       | —             | —             | ausgeschieden | ausgeschieden | ausgeschieden |
| Rebecca Borga Maria Benedicta Chigbolu Alice Mangione Petra Nardelli | 4 × 400 m         | 3:27,74 min  | 7       | —             | —             | ausgeschieden | ausgeschieden | ausgeschieden |
| Männer                                                               |                   |              |         |               |               |               |               |               |
| Marcell Jacobs                                                       | 100 m             | 9,94 s       | 1       | 9,84 s        | 3             | 9,80 s        | 1             | Gold          |
| Filippo Tortu                                                        | 100 m             | 10,10 s      | 4       | 10,16 s       | 7             | ausgeschieden | ausgeschieden | ausgeschieden |
| Eseosa Desalu                                                        | 200 m             | 20,29 s      | 3       | 20,43 s       | 6             | ausgeschieden | ausgeschieden | ausgeschieden |
| Antonio Infantino                                                    | 200 m             | 20,90 s      | 5       | ausgeschieden | ausgeschieden | ausgeschieden | ausgeschieden | ausgeschieden |
| Davide Re                                                            | 400 m             | 45,46 s      | 5       | 44,94 s       | 5             | ausgeschieden | ausgeschieden | ausgeschieden |
| Edoardo Scotti                                                       | 400 m             | 45,71 s      | 4       | ausgeschieden | ausgeschieden | ausgeschieden | ausgeschieden | ausgeschieden |
| Yemaneberhan Crippa                                                  | 5000 m            | 13:47,12 min | 15      | —             | —             | ausgeschieden | ausgeschieden | ausgeschieden |
| Yemaneberhan Crippa                                                  | 10.000 m          | —            | —       | —             | —             | 27:54,05 min  | 11            | 11            |
| Paolo Dal Molin                                                      | 110 m Hürden      | 13,44 s      | 4       | 13,40 s       | 4             | ausgeschieden | ausgeschieden | ausgeschieden |
| Hassane Fofana                                                       | 110 m Hürden      | 13,70 s      | 8       | ausgeschieden | ausgeschieden | ausgeschieden | ausgeschieden | ausgeschieden |
| Alessandro Sibilio                                                   | 400 m Hürden      | 49,11 s      | 3       | 47,93 s       | 3             | 48,77 s       | 8             | 8             |
| Ahmed Abdelwahed                                                     | 3000 m Hindernis  | 8:12,71 min  | 3       | —             | —             | 8:24,34 min   | 14            | 14            |
| Ala Zoghlami                                                         | 3000 m Hindernis  | 8:14,06 min  | 4       | —             | —             | 8:18,50 min   | 9             | 9             |
| Osama Zoghlami                                                       | 3000 m Hindernis  | 8:19,51 min  | 4       | —             | —             | ausgeschieden | ausgeschieden | ausgeschieden |
| Yassine El Fathaoui                                                  | Marathon          | —            | —       | —             | —             | 2:19:44 h     | 47            | 47            |
| Eyob Faniel                                                          | Marathon          | —            | —       | —             | —             | 2:15:11 h     | 20            | 20            |
| Yassine Rachik                                                       | Marathon          | —            | —       | —             | —             | DNF           | DNF           | DNF           |
| Francesco Fortunato                                                  | 20 km Gehen       | —            | —       | —             | —             | 1:23:43 h     | 15            | 15            |
| Massimo Stano                                                        | 20 km Gehen       | —            | —       | —             | —             | 1:21:05 h     | 1             | Gold          |
| Federico Tontodonati                                                 | 20 km Gehen       | —            | —       | —             | —             | 1:31:19 h     | 44            | 44            |
| Andrea Agrusti                                                       | 50 km Gehen       | —            | —       | —             | —             | 4:01:10 h     | 23            | 23            |
| Teodorico Caporaso                                                   | 50 km Gehen       | —            | —       | —             | —             | DNF           | DNF           | DNF           |
| Marco De Luca                                                        | 50 km Gehen       | —            | —       | —             | —             | DNF           | DNF           | DNF           |
| Eseosa Desalu Marcell Jacobs Lorenzo Patta Filippo Tortu             | 4 × 100 m         | 37,95 s      | 3       | —             | —             | 37,50 s       | 1             | Gold          |
| Vladimir Aceti Davide Re Edoardo Scotti Alessandro Sibilio           | 4 × 400 m         | 2:58,91 min  | 4       | —             | —             | 2:58,81 min   | 7             | 7             |
| Mixed                                                                |                   |              |         |               |               |               |               |               |
| Vladimir Aceti Edoardo Scotti Rebecca Borga Alice Mangione           | 4 × 400-m-Staffel | 3:13,51 min  | 5       | —             | —             | ausgeschieden | ausgeschieden | ausgeschieden |

 Springen und Werfen 
| Athleten           | Wettbewerb     | Qualifikation | Qualifikation | Finale        | Finale        | Rang          |
| Athleten           | Wettbewerb     | Weite/Höhe    | Rang          | Weite/Höhe    | Rang          | Rang          |
| ------------------ | -------------- | ------------- | ------------- | ------------- | ------------- | ------------- |
| Frauen             |                |               |               |               |               |               |
| Alessia Trost      | Hochsprung     | 1,90 m        | 20            | ausgeschieden | ausgeschieden | 20            |
| Elena Vallortigara | Hochsprung     | 1,93 m        | 16            | ausgeschieden | ausgeschieden | 16            |
| Roberta Bruni      | Stabhochsprung | 4,25 m        | 24            | ausgeschieden | ausgeschieden | 24            |
| Elisa Molinarolo   | Stabhochsprung | 4,40 m        | 18            | ausgeschieden | ausgeschieden | 18            |
| Dariya Derkach     | Dreisprung     | 13,90 m       | 21            | ausgeschieden | ausgeschieden | 21            |
| Daisy Osakue       | Diskuswurf     | 63,66 m       | 5             | 59,97 m       | 12            | 12            |
| Sara Fantini       | Hammerwurf     | 71,68 m       | 12            | 69,10 m       | 12            | 12            |
| Männer             |                |               |               |               |               |               |
| Stefano Sottile    | Hochsprung     | 2,17 m        | 26            | ausgeschieden | ausgeschieden | 26            |
| Gianmarco Tamberi  | Hochsprung     | 2,28 m        | 9             | 2,37 m        | 1             | Gold          |
| Claudio Stecchi    | Stabhochsprung | ogV           | ogV           | ausgeschieden | ausgeschieden | ausgeschieden |
| Filippo Randazzo   | Weitsprung     | 8,10 m        | 6             | 7,99 m        | 8             | 8             |
| Tobia Bocchi       | Dreisprung     | 16,78 m       | 13            | ausgeschieden | ausgeschieden | 13            |
| Andrea Dallavalle  | Dreisprung     | 16,99 m       | 7             | 16,85 m       | 9             | 9             |
| Emmanuel Ihemeje   | Dreisprung     | 16,88 m       | 9             | 16,52 m       | 11            | 11            |
| Leonardo Fabbri    | Kugelstoßen    | 20,80 m       | 14            | ausgeschieden | ausgeschieden | 14            |
| Nick Ponzio        | Kugelstoßen    | 20,28 m       | 20            | ausgeschieden | ausgeschieden | 20            |
| Zane Weir          | Kugelstoßen    | 21,25 m       | 5             | 21,41 m       | 5             | 5             |
| Giovanni Faloci    | Diskuswurf     | 57,33 m       | 29            | ausgeschieden | ausgeschieden | 29            |

### Moderner Fünfkampf
| Athleten      | Fechten | Fechten | Schwimmen   | Schwimmen | Reiten  | Reiten | Combined     | Combined | Punkte | Rang |
| Athleten      | Bilanz  | Punkte  | Zeit        | Punkte    | Zeit    | Punkte | Zeit         | Punkte   | Punkte | Rang |
| ------------- | ------- | ------- | ----------- | --------- | ------- | ------ | ------------ | -------- | ------ | ---- |
| Frauen        |         |         |             |           |         |        |              |          |        |      |
| Elena Micheli | 17+6    | 208     | 2:09,22 min | 292       | E       | 0      | 12:31,91 min | 549      | 1049   | 33   |
| Alice Sotero  | 21+1    | 227     | 2:07,88 min | 295       | 81,35 s | 285    | 12:24,38 min | 556      | 1363   | 4    |

### Radsport

#### Bahn
| Frauen                                                                              |                       |                   |   |                   |    |      |
| Elisa Balsamo Letizia Paternoster                                                   | Madison               | —                 | — | 2                 | 8  | 8    |
| Martina Alzini Elisa Balsamo Letizia Paternoster Vittoria Guazzini Rachele Barbieri | Mannschaftsverfolgung | 4:10,063 min      | 6 | 4:11,108 min      | 6  | 6    |
| Männer                                                                              |                       |                   |   |                   |    |      |
| Simone Consonni Elia Viviani                                                        | Madison               | —                 | — | −9                | 10 | 10   |
| Simone Consonni Filippo Ganna Francesco Lamon Jonathan Milan                        | Mannschaftsverfolgung | 3:42,307 min (WR) | 1 | 3:42,032 min (WR) | 1  | Gold |

Omnium
| Frauen        |        |    |     |    |    |    |    |    |    |     |        |
| Elisa Balsamo | Omnium | 16 | DNF | 22 | 10 | 12 | 15 | 0  | 10 | 50  | 14     |
| Männer        |        |    |     |    |    |    |    |    |    |     |        |
| Elia Viviani  | Omnium | 16 | 13  | 26 | 8  | 40 | 1  | 42 | 17 | 124 | Bronze |

#### Straße
| Athleten             | Wettbewerb       | Zeit         | Rang   |
| -------------------- | ---------------- | ------------ | ------ |
| Frauen               |                  |              |        |
| Marta Bastianelli    | Straßenrennen    | 4:02:16 h    | 44     |
| Marta Cavalli        | Straßenrennen    | 3:54:31 h    | 08     |
| Elisa Longo Borghini | Straßenrennen    | 3:54:14 h    | Bronze |
| Soraya Paladin       | Straßenrennen    | 4:08:40 h    | 48     |
| Elisa Longo Borghini | Einzelzeitfahren | 33:00,89 min | 10     |
| Männer               |                  |              |        |
| Alberto Bettiol      | Straßenrennen    | 6:09:04 h    | 14     |
| Damiano Caruso       | Straßenrennen    | 6:11:46 h    | 24     |
| Giulio Ciccone       | Straßenrennen    | 6:16:53 h    | 60     |
| Gianni Moscon        | Straßenrennen    | 6:09:08 h    | 20     |
| Vincenzo Nibali      | Straßenrennen    | 6:16:53 h    | 53     |
| Alberto Bettiol      | Einzelzeitfahren | 57:38,08 min | 11     |
| Filippo Ganna        | Einzelzeitfahren | 56:09,93 min | 05     |

#### Mountainbike
| Athleten             | Wettbewerb    | Zeit      | Rang |
| -------------------- | ------------- | --------- | ---- |
| Frauen               |               |           |      |
| Eva Lechner          | Cross-Country | 1:26:26 h | 25   |
| Männer               |               |           |      |
| Luca Braidot         | Cross-Country | 1:31:30 h | 25   |
| Nadir Colledani      | Cross-Country | LAP       | –    |
| Gerhard Kerschbaumer | Cross-Country | 1:29:48 h | 20   |

#### BMX
| Athleten        | Wettbewerb | Viertelfinale | Viertelfinale | Halbfinale    | Halbfinale    | Finale        | Finale        | Rang |
| Athleten        | Wettbewerb | Punkte        | Rang          | Punkte        | Rang          | Zeit          | Rang          | Rang |
| --------------- | ---------- | ------------- | ------------- | ------------- | ------------- | ------------- | ------------- | ---- |
| Männer          |            |               |               |               |               |               |               |      |
| Giacomo Fantoni | BMX-Rennen | 14            | 5             | ausgeschieden | ausgeschieden | ausgeschieden | ausgeschieden | 18   |

### Reiten

#### Dressurreiten
| Athleten                             | Wettbewerb | Prozent    | Prozent       | Rang |
| Athleten                             | Wettbewerb | Grand Prix | GP Kür        | Rang |
| ------------------------------------ | ---------- | ---------- | ------------- | ---- |
| Francesco Zaza mit Wispering Romance | Einzel     | 66,941 %   | ausgeschieden | 43   |

#### Springreiten
| Athleten                     | Wettbewerb | Strafpunkte | Strafpunkte   | Strafpunkte   | Rang |
| Athleten                     | Wettbewerb | 1. Umlauf   | 2. Umlauf     | Stechen       | Rang |
| ---------------------------- | ---------- | ----------- | ------------- | ------------- | ---- |
| Emanuele Gaudiano mit Chalou | Einzel     | 9,00        | ausgeschieden | ausgeschieden | 48   |

#### Vielseitigkeitsreiten
| Athleten | Wettbewerb | Minuspunkte Dressur | Minuspunkte Gelände | Minuspunkte Springen | Minuspunkte Springen | Minuspunkte Gesamt | Rang |
| --- | ---------- | ------------------- | ------------------- | -------------------- | -------------------- | ------------------ | ---- |
| Susanna Bordone mit Imperial van de Holtakkers                                                                             | Einzel     | 33,90               | 11,00               | 0,00                 | 11,00                | 50,50              | 18   |
| Vittoria Panizzon mit Super Cillious                                                                                       | Einzel     | 38,60               | 3,60                | 8,00                 | ausgeschieden        | 50,20              | 27   |
| Arianna Schivo mit Quefira de l’Ormeau                                                                                     | Einzel     | 42,90               | 2,80                | 4,00                 | ausgeschieden        | 49,70              | 26   |
| Susanna Bordone mit Imperial van de Holtakkers Vittoria Panizzon mit Super Cillious Arianna Schivo mit Quefira de l’Ormeau | Mannschaft | 115,40              | 17,40               | 12,00                | —                    | 144,80             | 7    |

### Ringen

#### Freier Stil
Legende: G = Gewonnen, V = Verloren, S = Schultersieg
| Athleten        | Wettbewerb       | Achtelfinale   | Achtelfinale | Viertelfinale | Viertelfinale | Halbfinale        | Halbfinale    | Hoffnungsrunde Halbfinale | Hoffnungsrunde Halbfinale | Hoffnungsrunde Finale | Hoffnungsrunde Finale | Finale        | Finale        | Rang   |
| Athleten        | Wettbewerb       | Gegner         | Ergebnis     | Gegner        | Ergebnis      | Gegner            | Ergebnis      | Gegner                    | Ergebnis                  | Gegner                | Ergebnis              | Gegner        | Ergebnis      | Rang   |
| --------------- | ---------------- | -------------- | ------------ | ------------- | ------------- | ----------------- | ------------- | ------------------------- | ------------------------- | --------------------- | --------------------- | ------------- | ------------- | ------ |
| Männer          |                  |                |              |               |               |                   |               |                           |                           |                       |                       |               |               |        |
| Frank Chamizo   | Klasse bis 74 kg | A. Kentschadse | G 5:1        | T. Bayramov   | G 3:1         | M. Kadsimahamedau | V 7:9         | —                         | —                         | K. Dake               | V 0:5                 | ausgeschieden | ausgeschieden | 5      |
| Abraham Conyedo | Klasse bis 97 kg | A. Saritov     | G 6:1        | K. Snyder     | V 0:6         | ausgeschieden     | ausgeschieden | J. Steen                  | G 4:2                     | S. Karadeniz          | G 6:2                 | ausgeschieden | ausgeschieden | Bronze |

### Rudern
Bei den Weltmeisterschaften 2019 qualifizierte sich das italienische Team in neun der 14 Bootsklassen für die Olympischen Spiele.
| Athleten                                                                       | Wettbewerb                  | Vorlauf     | Vorlauf | Vorlauf        | Hoffnungslauf / Viertelfinale | Hoffnungslauf / Viertelfinale | Hoffnungslauf / Viertelfinale | Halbfinale  | Halbfinale | Halbfinale    | Finale      | Finale | Rang   |
| Athleten                                                                       | Wettbewerb                  | Zeit        | Platz   | Qualifikation  | Zeit                          | Platz                         | Qualifikation                 | Zeit        | Platz      | Qualifikation | Zeit        | Platz  | Rang   |
| ------------------------------------------------------------------------------ | --------------------------- | ----------- | ------- | -------------- | ----------------------------- | ----------------------------- | ----------------------------- | ----------- | ---------- | ------------- | ----------- | ------ | ------ |
| Frauen                                                                         |                             |             |         |                |                               |                               |                               |             |            |               |             |        |        |
| Alessandra Patelli Chiara Ondoli                                               | Doppelzweier                | 6:59,58 min | 3       | Halbfinale     | –                             | –                             | –                             | 7:19,25 min | 4          | Finale B      | 6:58,88 min | 3      | 9      |
| Valentina Rodini Federica Cesarini                                             | Leichtgewichts-Doppelzweier | 7:04,66 min | 2       | Halbfinale     | –                             | –                             | –                             | 6:41,36 min | 1          | Finale A      | 6:47,54 min | 1      | Gold   |
| Valentina Iseppi Alessandra Montesano Veronica Lisi Stefania Gobbi             | Doppelvierer                | 6:20,45 min | 3       | Hoffnungslauf  | 6:37,44 min                   | 2                             | Finale A                      | —           | —          | —             | 6:13,33 min | 4      | 4      |
| Kiri Tontodonati Aisha Rocek                                                   | Zweier ohne Steuerfrau      | 7:22,79 min | 3       | Halbfinale A/B | –                             | –                             | –                             | 7:04,52 min | 6          | Finale B      | 7:04,46 min | 6      | 12     |
| Männer                                                                         |                             |             |         |                |                               |                               |                               |             |            |               |             |        |        |
| Gennaro Di Mauro                                                               | Einer                       | 7:06,87 min | 2       | Viertelfinale  | 7:26,25 min                   | 3                             | Halbfinale A/B                | 6:50,19 min | 4          | Finale B      | 6:47,38 min | 2      | 8      |
| Stefano Oppo Pietro Ruta                                                       | Leichtgewichts-Doppelzweier | 6:24,25 min | 2       | Halbfinale A/B | –                             | –                             | –                             | 6:07,70 min | 2          | Finale A      | 6:14,30 min | 3      | Bronze |
| Simone Venier Andrea Panizza Luca Rambaldi Giacomo Gentili                     | Doppelvierer                | 5:39,28 min | 2       | Finale A       | –                             | –                             | –                             | —           | —          | —             | 5:37,29 min | 5      | 5      |
| Giovanni Abagnale Marco Di Costanzo, Vincenzo Abbagnale 1                      | Zweier ohne Steuermann      | 6:48,74 min | 2       | Halbfinale A/B | –                             | –                             | –                             | 6:20,29 min | 5          | Finale B      | 6:31,43 min | 5      | 11     |
| Matteo Castaldo Bruno Rosetti, Marco Di Costanzo 1 Matteo Lodo Giuseppe Vicino | Vierer ohne Steuermann      | 5:57,67 min | 2       | Finale A       | –                             | –                             | –                             | —           | —          | —             | 5:43,60 min | 3      | Bronze |

 1 Marco Di Costanzo wurde für Bruno Rosetti als Ersatzmann im Finale des Vierer ohne Steuermann eingesetzt. Für ihn rückte Vincenzo Abbagnale für das Halbfinale und Finale im Zweier ohne Steuermann nach.

### Schießen
| Athleten                        | Wettbewerb                               | Qualifikation   | Qualifikation | Finale          | Finale        | Ringe/ Scheiben | Rang   |
| Athleten                        | Wettbewerb                               | Ringe/ Scheiben | Rang          | Ringe/ Scheiben | Rang          | Ringe/ Scheiben | Rang   |
| ------------------------------- | ---------------------------------------- | --------------- | ------------- | --------------- | ------------- | --------------- | ------ |
| Frauen                          |                                          |                 |               |                 |               |                 |        |
| Sofia Ceccarello                | Kleinkaliber Dreistellungskampf 50 Meter | 1163            | 21            | ausgeschieden   | ausgeschieden | 1163            | 21     |
| Sofia Ceccarello                | Luftgewehr 10 Meter                      | 627,3           | 10            | ausgeschieden   | ausgeschieden | 627,3           | 10     |
| Jessica Rossi                   | Trap                                     | 119             | 8             | ausgeschieden   | ausgeschieden | 119             | 8      |
| Silvana Stanco                  | Trap                                     | 121             | 3             | 22              | 5             | 143             | 5      |
| Diana Bacosi                    | Skeet                                    | 123             | 2             | 55              | 2             | 178             | Silber |
| Chiara Cainero                  | Skeet                                    | 114             | 20            | ausgeschieden   | ausgeschieden | 114             | 20     |
| Männer                          |                                          |                 |               |                 |               |                 |        |
| Lorenzo Bacci                   | Kleinkaliber Dreistellungskampf 50 Meter | 1159            | 30            | ausgeschieden   | ausgeschieden | 1159            | 30     |
| Marco De Nicolo                 | Kleinkaliber Dreistellungskampf 50 Meter | 1168            | 19            | ausgeschieden   | ausgeschieden | 1168            | 19     |
| Lorenzo Bacci                   | Luftgewehr 10 Meter                      | 622,2           | 34            | ausgeschieden   | ausgeschieden | 622,2           | 34     |
| Marco Suppini                   | Luftgewehr 10 Meter                      | 622,1           | 35            | ausgeschieden   | ausgeschieden | 622,1           | 35     |
| Tommaso Chelli                  | Schnellfeuerpistole 25 Meter             | 577             | 14            | ausgeschieden   | ausgeschieden | 577             | 14     |
| Riccardo Mazzetti               | Schnellfeuerpistole 25 Meter             | 572             | 16            | ausgeschieden   | ausgeschieden | 572             | 16     |
| Paolo Monna                     | Luftpistole 10 Meter                     | 570             | 26            | ausgeschieden   | ausgeschieden | 570             | 26     |
| Tammaro Cassandro               | Skeet                                    | 124             | 2             | 16              | 6             | 140             | 6      |
| Gabriele Rossetti               | Skeet                                    | 121             | 10            | ausgeschieden   | ausgeschieden | 121             | 10     |
| Mauro de Filippis               | Trap                                     | 122             | 10            | ausgeschieden   | ausgeschieden | 122             | 10     |
| Mixed                           |                                          |                 |               |                 |               |                 |        |
| Marco Suppini Sofia Ceccarello  | Luftgewehr 10 Meter                      | 622,1           | 24            | ausgeschieden   | ausgeschieden | 622,1           | 24     |
| Mauro De Filippis Jessica Rossi | Trap                                     | 141             | 12            | ausgeschieden   | ausgeschieden | 141             | 12     |

### Schwimmen
| Athleten                                                                                   | Wettbewerb          | Vorlauf          | Vorlauf | Halbfinale    | Halbfinale    | Finale        | Finale        | Rang          |
| Athleten                                                                                   | Wettbewerb          | Zeit             | Rang    | Zeit          | Rang          | Zeit          | Rang          | Rang          |
| ------------------------------------------------------------------------------------------ | ------------------- | ---------------- | ------- | ------------- | ------------- | ------------- | ------------- | ------------- |
| Frauen                                                                                     |                     |                  |         |               |               |               |               |               |
| Federica Pellegrini                                                                        | 200 m Freistil      | 1:57,33 min      | 15      | 1:56,44 min   | 7             | 1:55,91 min   | 7             | 7             |
| Martina Caramignoli                                                                        | 800 m Freistil      | 8:33,15 min      | 20      | —             | —             | ausgeschieden | ausgeschieden | 20            |
| Simona Quadarella                                                                          | 800 m Freistil      | 8:17,32 min      | 3       | —             | —             | 8:18,35 min   | 3             | Bronze        |
| Martina Caramignoli                                                                        | 1500 m Freistil     | 16:02,43 min     | 13      | —             | —             | ausgeschieden | ausgeschieden | 13            |
| Simona Quadarella                                                                          | 1500 m Freistil     | 15:47,34 min     | 4       | —             | —             | 15:53,97 min  | 5             | 5             |
| Martina Carraro                                                                            | 100 m Brust         | 1:05,85 min      | 5       | 1:06,50 min   | 7             | 1:06,19 min   | 7             | 7             |
| Benedetta Pilato                                                                           | 100 m Brust         | DSQ              | DSQ     | ausgeschieden | ausgeschieden | ausgeschieden | ausgeschieden | ausgeschieden |
| Martina Carraro                                                                            | 200 m Brust         | 2:26,17 min      | 21      | ausgeschieden | ausgeschieden | ausgeschieden | ausgeschieden | 21            |
| Francesca Fangio                                                                           | 200 m Brust         | 2:23,89 min      | 13      | 2:27,56 min   | 15            | ausgeschieden | ausgeschieden | 15            |
| Margherita Panziera                                                                        | 100 m Rücken        | 59,74 s          | 8       | 59,75 s       | 11            | ausgeschieden | ausgeschieden | 11            |
| Margherita Panziera                                                                        | 200 m Rücken        | 2:10,26 min      | 12      | 2:09,54 min   | 9             | ausgeschieden | ausgeschieden | 9             |
| Ilaria Bianchi                                                                             | 100 m Schmetterling | 57,70 s          | 12      | 58,07 s       | 15            | ausgeschieden | ausgeschieden | 15            |
| Elena Di Liddo                                                                             | 100 m Schmetterling | 57,41 s          | 9       | 57,60 s       | 13            | ausgeschieden | ausgeschieden | 13            |
| Ilaria Cusinato                                                                            | 200 m Lagen         | 2:11,41 min      | 13      | 2:12,10 min   | 14            | ausgeschieden | ausgeschieden | 14            |
| Sara Franceschi                                                                            | 200 m Lagen         | 2:11,47 min      | 14      | 2:11,71 min   | 13            | ausgeschieden | ausgeschieden | 13            |
| Ilaria Cusinato                                                                            | 400 m Lagen         | 4:37,37 min      | 8       | —             | —             | 4:40,65 min   | 8             | 8             |
| Sara Franceschi                                                                            | 400 m Lagen         | 4:39,93 min      | 9       | —             | —             | ausgeschieden | ausgeschieden | 9             |
| Stefania Pirozzi Anna Chiara Mascolo Giulia Vetrano Federica Pellegrini                    | 4 × 200 m Freistil  | DSQ              | DSQ     | —             | —             | ausgeschieden | ausgeschieden | ausgeschieden |
| Margherita Panziera Martina Carraro Elena Di Liddo Federica Pellegrini Arianna Castiglioni | 4 × 100 m Lagen     | 3:55,79 min (NR) | 4       | —             | —             | 3:56,68 min   | 6             | 6             |
| Rachele Bruni                                                                              | 10 km Freiwasser    | —                | —       | —             | —             | 2:02:10,2 h   | 14            | 14            |
| Männer                                                                                     |                     |                  |         |               |               |               |               |               |
| Santo Condorelli                                                                           | 50 m Freistil       | 22,14 s          | 19      | ausgeschieden | ausgeschieden | ausgeschieden | ausgeschieden | 19            |
| Lorenzo Zazzeri                                                                            | 50 m Freistil       | 21,86 s          | 9       | 21,75 s       | 7             | 21,78 s       | 7             | 7             |
| Thomas Ceccon                                                                              | 100 m Freistil      | 47,71 s          | 1       | 48,05 s       | 12            | ausgeschieden | ausgeschieden | 12            |
| Alessandro Miressi                                                                         | 100 m Freistil      | 47,83 s          | 4       | 47,52 s       | 3             | 47,86 s       | 6             | 6             |
| Stefano Ballo                                                                              | 200 m Freistil      | 1:45,80 min      | 7       | 1:45,84 min   | 10            | ausgeschieden | ausgeschieden | 10            |
| Stefano Di Cola                                                                            | 200 m Freistil      | 1:46,67 min      | 16      | 1:47,19 min   | 14            | ausgeschieden | ausgeschieden | 14            |
| Gabriele Detti                                                                             | 400 m Freistil      | 3:44,67 min      | 3       | —             | —             | 3:44,88 min   | 6             | 6             |
| Marco De Tullio                                                                            | 400 m Freistil      | 3:45,85 min      | 10      | —             | —             | ausgeschieden | ausgeschieden | 10            |
| Gabriele Detti                                                                             | 800 m Freistil      | 7:49,47 min      | 12      | —             | —             | ausgeschieden | ausgeschieden | 12            |
| Gregorio Paltrinieri                                                                       | 800 m Freistil      | 7:47,73 min      | 8       | —             | —             | 7:42,11 min   | 2             | Silber        |
| Domenico Acerenza                                                                          | 1500 m Freistil     | 14:53,84 min     | 9       | —             | —             | ausgeschieden | ausgeschieden | 9             |
| Gregorio Paltrinieri                                                                       | 1500 m Freistil     | 14:49,17 min     | 2       | —             | —             | 14:45,01 min  | 4             | 4             |
| Thomas Ceccon                                                                              | 100 m Rücken        | 52,49 s          | 2       | 52,78 s       | 4             | 52,30 s       | 4             | 4             |
| Simone Sabbioni                                                                            | 100 m Rücken        | 53,79 s          | 17      | ausgeschieden | ausgeschieden | ausgeschieden | ausgeschieden | 17            |
| Matteo Restivo                                                                             | 200 m Rücken        | 1:58,36 min      | 20      | ausgeschieden | ausgeschieden | ausgeschieden | ausgeschieden | 20            |
| Nicolò Martinenghi                                                                         | 100 m Brust         | 58,68 s          | 4       | 58,28 s       | 3             | 58,33 s       | 3             |               |
| Federico Poggio                                                                            | 100 m Brust         | 59,33 s          | 9       | 59,91 s       | 15            | ausgeschieden | ausgeschieden | 15            |
| Federico Burdisso                                                                          | 100 m Schmetterling | 51,82 s          | 17      | ausgeschieden | ausgeschieden | ausgeschieden | ausgeschieden | 17            |
| Santo Condorelli                                                                           | 100 m Schmetterling | 52,32 s          | 31      | ausgeschieden | ausgeschieden | ausgeschieden | ausgeschieden | 31            |
| Federico Burdisso                                                                          | 200 m Schmetterling | 1:55,14 min      | 7       | 1:55,11 min   | 4             | 1:54,45 min   | 3             | Bronze        |
| Giacomo Carini                                                                             | 200 m Schmetterling | 1:55,33 min      | 10      | 1:55,95 min   | 15            | ausgeschieden | ausgeschieden | 15            |
| Alberto Razzetti                                                                           | 200 m Lagen         | 1:57,46 min      | 8       | 1:57,70 min   | 9             | ausgeschieden | ausgeschieden | 9             |
| Pier Andrea Matteazzi                                                                      | 400 m Lagen         | 4:16,31 min      | 19      | —             | —             | ausgeschieden | ausgeschieden | 19            |
| Alberto Razzetti                                                                           | 400 m Lagen         | 4:09,91 min      | 5       | —             | —             | 4:11,32 min   | 8             | 8             |
| Thomas Ceccon Santo Condorelli Manuel Frigo Alessandro Miressi Lorenzo Zazzeri             | 4 × 100 m Freistil  | 3:10,29 min      | 1       | —             | —             | 3:10,11 min   | 2             | Silber        |
| Stefano Ballo Matteo Ciampi Marco De Tullio Stefano Di Cola Filippo Megli                  | 4 × 200 m Freistil  | 7:05,05 min      | 3       | —             | —             | 7:03,24 min   | 5             | 5             |
| Federico Burdisso Thomas Ceccon Nicolò Martinenghi Alessandro Miressi                      | 4 × 100 m Lagen     | 3:30,02 min      | 1       | —             | —             | 3:29,17 min   | 3             | Bronze        |
| Gregorio Paltrinieri                                                                       | 10 km Freiwasser    | —                | —       | —             | —             | 1:49:01,1 h   | 3             | Bronze        |
| Mario Sanzullo                                                                             | 10 km Freiwasser    | —                | —       | —             | —             | 1:53:08,6 h   | 14            | 14            |
| Mixed                                                                                      |                     |                  |         |               |               |               |               |               |
| Thomas Ceccon Elena Di Liddo Nicolò Martinenghi Federica Pellegrini Simone Sabbioni        | 4 × 100 m Lagen     | 3:42,65 min      | 5       | —             | —             | 3:39,28 min   | 4             | 4             |

### Segeln
| Athleten                       | Wettbewerb      | Qualifikation | Qualifikation | Medal Race    | Medal Race    | Punkte | Rang |
| Athleten                       | Wettbewerb      | Punkte        | Rang          | Punkte        | Rang          | Punkte | Rang |
| ------------------------------ | --------------- | ------------- | ------------- | ------------- | ------------- | ------ | ---- |
| Frauen                         |                 |               |               |               |               |        |      |
| Marta Maggetti                 | Windsurfen RS:X | 58            | 4             | 8             | 4             | 66     | 4    |
| Silvia Zennaro                 | Laser Radial    | 84            | 6             | 22            | —             | 106    | 7    |
| Elena Berta Bianca Caruso      | 470er           | 102           | 13            | ausgeschieden | ausgeschieden | 102    | 13   |
| Männer                         |                 |               |               |               |               |        |      |
| Mattia Camboni                 | Windsurfen RS:X | 54            | 3             | 22            | —             | 76     | 5    |
| Giacomo Ferrari Giulio Calabrò | 470er           | 67            | 7             | 14            | 7             | 81     | 6    |
| Mixed                          |                 |               |               |               |               |        |      |
| Caterina Banti Ruggero Tita    | Nacra 17        | 23            | 1             | 12            | 6             | 35     | Gold |

### Skateboard
| Athleten           | Wettbewerb | Qualifikation | Qualifikation | Finale        | Finale        | Rang |
| Athleten           | Wettbewerb | Punkte        | Rang          | Punkte        | Rang          | Rang |
| ------------------ | ---------- | ------------- | ------------- | ------------- | ------------- | ---- |
| Frauen             |            |               |               |               |               |      |
| Asia Lanzi         | Street     | 6,13          | 14            | ausgeschieden | ausgeschieden | 14   |
| Männer             |            |               |               |               |               |      |
| Ivan Federico      | Park       | 46,90         | 18            | ausgeschieden | ausgeschieden | 18   |
| Alessandro Mazzara | Park       | 65,25         | 12            | ausgeschieden | ausgeschieden | 12   |

### Softball
| Wettbewerb   | Frauen |
| ------------ | --- |
| Athleten     | Alexia Lacatena Ilaria Cacciamani Greta Cecchetti Elisa Cecchetti Marta Gasparotto Erika Piancastelli Andrea Filler Amanda Fama Giulia Longhi Andrea Howard Emily Carosone Giulia Koutsoyanopulos Fabrizia Marrone Laura Vigna Beatrice Ricchi |
| Trainer      | Julio La Rosa Zequeira Giovanna Palermi |
| Gruppenphase | Vereinigte Staaten (0:2) Australien (0:1) Japan (0:5) Mexiko (0:5) Kanada (1:8) |
| Finale       | ausgeschieden |
| Platzierung  | 6 |

### Sportklettern
Mit seinem neunten Platz bei den Weltmeisterschaften in Japan hatte sich Ludovico Fossali für die Teilnahme am olympischen Kombinationswettbewerb im Sportklettern qualifiziert.
| Athleten           | Wettbewerb             | Qualifikation | Qualifikation | Qualifikation | Qualifikation | Qualifikation | Finale        | Finale        | Finale        | Finale        | Finale        | Rang |
| Athleten           | Wettbewerb             | Speed         | Bouldern      | Schwierigkeit | Punkte        | Rang          | Speed         | Bouldern      | Schwierigkeit | Punkte        | Rang          | Rang |
| ------------------ | ---------------------- | ------------- | ------------- | ------------- | ------------- | ------------- | ------------- | ------------- | ------------- | ------------- | ------------- | ---- |
| Frauen             |                        |               |               |               |               |               |               |               |               |               |               |      |
| Laura Rogora       | Olympische Kombination | 19            | 7             | 10            | 1330          | 15            | ausgeschieden | ausgeschieden | ausgeschieden | ausgeschieden | ausgeschieden | 15   |
| Männer             |                        |               |               |               |               |               |               |               |               |               |               |      |
| Ludovico Fossali   | Olympische Kombination | 13            | 19,5          | 18            | 4563          | 19            | ausgeschieden | ausgeschieden | ausgeschieden | ausgeschieden | ausgeschieden | 19   |
| Michael Piccolruaz | Olympische Kombination | 8             | 13            | 12            | 1248          | 15            | ausgeschieden | ausgeschieden | ausgeschieden | ausgeschieden | ausgeschieden | 15   |

### Surfen
Leonardo Fioravanti hatte sich über die World Surf League 2019 für die Olympischen Spiele qualifiziert. Er rückte für den Südafrikaner Jordy Smith nach.
| Athleten            | Wettbewerb | 1. Runde | 1. Runde | 2. Runde | 2. Runde | 3. Runde   | 3. Runde   | Viertelfinale | Viertelfinale | Halbfinale    | Halbfinale    | Finale / Platz 3 | Finale / Platz 3 | Rang |
| Athleten            | Wettbewerb | Punkte   | Rang     | Punkte   | Rang     | Gegner     | Ergebnis   | Gegner        | Ergebnis      | Gegner        | Ergebnis      | Gegner           | Ergebnis         | Rang |
| ------------------- | ---------- | -------- | -------- | -------- | -------- | ---------- | ---------- | ------------- | ------------- | ------------- | ------------- | ---------------- | ---------------- | ---- |
| Männer              |            |          |          |          |          |            |            |               |               |               |               |                  |                  |      |
| Leonardo Fioravanti | Shortboard | 9,43     | 3        | 12,53    | 1        | L. Mesinas | 8,86:10,77 | ausgeschieden | ausgeschieden | ausgeschieden | ausgeschieden | ausgeschieden    | ausgeschieden    | 9    |

### Synchronschwimmen
| Athletinnen | Wettbewerb | Qualifikation     | Qualifikation     | Qualifikation  | Qualifikation  | Qualifikation | Qualifikation | Finale         | Finale         | Finale           | Finale           |
| Athletinnen | Wettbewerb | Technische Kür TK | Technische Kür TK | Freie Kür FK-Q | Freie Kür FK-Q | Gesamt        | Gesamt        | Freie Kür FK-F | Freie Kür FK-F | Gesamt TK + FK-F | Gesamt TK + FK-F |
| Athletinnen | Wettbewerb | Punkte            | Rang              | Punkte         | Rang           | Punkte        | Rang          | Punkte         | Rang           | Punkte           | Rang             |
| --- | ---------- | ----------------- | ----------------- | -------------- | -------------- | ------------- | ------------- | -------------- | -------------- | ---------------- | ---------------- |
| Frauen |            |                   |                   |                |                |               |               |                |                |                  |                  |
| Linda Cerruti Costanza Ferro | Duett      | 91,2000           | 6                 | 91,1035        | 6              | 182,3035      | 6             | 92,4667        | 6              | 183,5702         | 6                |
| Beatrice Callegari Domiziana Cavanna Linda Cerruti Francesca Deidda Costanza Di Camillo Costanza Ferro Gemma Galli Enrica Piccoli | Mannschaft | 91,3372           | 6                 | –              | –              | –             | –             | 92,8000        | 5              | 184,1372         | 5                |

### Taekwondo
| Athleten         | Wettbewerb       | Achtelfinale | Achtelfinale | Viertelfinale   | Viertelfinale | Hoffnungsrunde Halbfinale | Hoffnungsrunde Halbfinale | Halbfinale    | Halbfinale    | Hoffnungsrunde Finale | Hoffnungsrunde Finale | Finale         | Finale        | Rang |
| Athleten         | Wettbewerb       | Gegner       | Erg.         | Gegner          | Erg.          | Gegner                    | Erg.                      | Gegner        | Erg.          | Gegner                | Erg.                  | Gegner         | Erg.          | Rang |
| ---------------- | ---------------- | ------------ | ------------ | --------------- | ------------- | ------------------------- | ------------------------- | ------------- | ------------- | --------------------- | --------------------- | -------------- | ------------- | ---- |
| Männer           |                  |              |              |                 |               |                           |                           |               |               |                       |                       |                |               |      |
| Vito Dell’Aquila | Klasse bis 58 kg | O. Salim     | 26:13        | R. Sawekwiharee | 37:17         | —                         | —                         | L. Guzmán     | 29:10         | —                     | —                     | M. K. Jendoubi | 16:12         | Gold |
| Simone Alessio   | Klasse bis 80 kg | Í. M. Soares | 22:3         | S. Eissa        | 5:6           | ausgeschieden             | ausgeschieden             | ausgeschieden | ausgeschieden | ausgeschieden         | ausgeschieden         | ausgeschieden  | ausgeschieden | 9    |

### Tennis
| Athleten                       | Wettbewerb | 1. Runde                        | 1. Runde         | 2. Runde          | 2. Runde      | Achtelfinale                  | Achtelfinale      | Viertelfinale | Viertelfinale | Halbfinale    | Halbfinale    | Finale / Platz 3 | Finale / Platz 3 |
| Athleten                       | Wettbewerb | Gegner                          | Ergebnis         | Gegner            | Ergebnis      | Gegner                        | Ergebnis          | Gegner        | Ergebnis      | Gegner        | Ergebnis      | Gegner           | Ergebnis         |
| ------------------------------ | ---------- | ------------------------------- | ---------------- | ----------------- | ------------- | ----------------------------- | ----------------- | ------------- | ------------- | ------------- | ------------- | ---------------- | ---------------- |
| Frauen                         |            |                                 |                  |                   |               |                               |                   |               |               |               |               |                  |                  |
| Camila Giorgi                  | Einzel     | J. Brady                        | 6:3, 6:2         | J. Wesnina        | 6:3, 6:1      | K. Plíšková                   | 6:4, 6:2          | E. Switolina  | 4:6, 4:6      | ausgeschieden | ausgeschieden | ausgeschieden    | ausgeschieden    |
| Jasmine Paolini                | Einzel     | P. Kvitová                      | 4:6, 3:6         | ausgeschieden     | ausgeschieden | ausgeschieden                 | ausgeschieden     | ausgeschieden | ausgeschieden | ausgeschieden | ausgeschieden | ausgeschieden    | ausgeschieden    |
| Sara Errani                    | Einzel     | A. Pawljutschenkowa             | 0:6, 1:6         | ausgeschieden     | ausgeschieden | ausgeschieden                 | ausgeschieden     | ausgeschieden | ausgeschieden | ausgeschieden | ausgeschieden | ausgeschieden    | ausgeschieden    |
| Sara Errani Jasmine Paolini    | Doppel     | N. Melichar / A. Riske          | 6:3, 5:7, [10:2] | —                 | —             | L. Kitschenok / N. Kitschenok | 6:74, 2:6         | ausgeschieden | ausgeschieden | ausgeschieden | ausgeschieden | ausgeschieden    | ausgeschieden    |
| Männer                         |            |                                 |                  |                   |               |                               |                   |               |               |               |               |                  |                  |
| Lorenzo Sonego                 | Einzel     | T. Daniel                       | 4:6, 7:66, 7:63  | N. Bassilaschwili | 4:6, 6:3, 4:6 | ausgeschieden                 | ausgeschieden     | ausgeschieden | ausgeschieden | ausgeschieden | ausgeschieden | ausgeschieden    | ausgeschieden    |
| Fabio Fognini                  | Einzel     | Y. Sugita                       | 6:4, 6:3         | J. Herassimau     | 6:4, 7:64     | D. Medwedew                   | 2:6, 6:3, 2:6     | ausgeschieden | ausgeschieden | ausgeschieden | ausgeschieden | ausgeschieden    | ausgeschieden    |
| Lorenzo Musetti                | Einzel     | J. Millman                      | 3:6, 4:6         | ausgeschieden     | ausgeschieden | ausgeschieden                 | ausgeschieden     | ausgeschieden | ausgeschieden | ausgeschieden | ausgeschieden | ausgeschieden    | ausgeschieden    |
| Lorenzo Musetti Lorenzo Sonego | Doppel     | P. Andújar / R. Carballés Baena | 7:5, 6:4         | —                 | —             | M. Pavić / N. Mektić          | 5:7, 7:65, [7:10] | ausgeschieden | ausgeschieden | ausgeschieden | ausgeschieden | ausgeschieden    | ausgeschieden    |

### Tischtennis
| Athleten         | Wettbewerb | 1. Runde      | 1. Runde | 2. Runde      | 2. Runde      | 3. Runde      | 3. Runde      | Achtelfinale  | Achtelfinale  | Viertelfinale | Viertelfinale | Halbfinale    | Halbfinale    | Finale/Platz 3 | Finale/Platz 3 | Rang  |
| Athleten         | Wettbewerb | Gegner        | Erg.     | Gegner        | Erg.          | Gegner        | Erg.          | Gegner        | Erg.          | Gegner        | Erg.          | Gegner        | Erg.          | Gegner         | Erg.           | Rang  |
| ---------------- | ---------- | ------------- | -------- | ------------- | ------------- | ------------- | ------------- | ------------- | ------------- | ------------- | ------------- | ------------- | ------------- | -------------- | -------------- | ----- |
| Frauen           |            |               |          |               |               |               |               |               |               |               |               |               |               |                |                |       |
| Debora Vivarelli | Einzel     | Jian Fang Lay | 1:4      | ausgeschieden | ausgeschieden | ausgeschieden | ausgeschieden | ausgeschieden | ausgeschieden | ausgeschieden | ausgeschieden | ausgeschieden | ausgeschieden | ausgeschieden  | ausgeschieden  | 49–64 |

### Triathlon
| Athleten                                                        | Wettbewerb | Zeit      | Rang |
| --------------------------------------------------------------- | ---------- | --------- | ---- |
| Frauen                                                          |            |           |      |
| Alice Betto                                                     | Einzel     | 1:58:22 h | 7    |
| Angelica Olmo                                                   | Einzel     | DNF       | DNF  |
| Verena Steinhauser                                              | Einzel     | 2:01:47 h | 20   |
| Männer                                                          |            |           |      |
| Gianluca Pozzatti                                               | Einzel     | 1:49:14 h | 37   |
| Delian Stateff                                                  | Einzel     | 1:50:00 h | 39   |
| Mixed                                                           |            |           |      |
| Verena Steinhauser Gianluca Pozzatti Alice Betto Delian Stateff | Staffel    | 1:26:23 h | 8    |

### Turnen

#### Gerätturnen
| Athleten                                                  | Wettbewerb           | Qualifikation | Qualifikation | Finale        | Finale        | Rang   |
| Athleten                                                  | Wettbewerb           | Punkte        | Rang          | Punkte        | Rang          | Rang   |
| --------------------------------------------------------- | -------------------- | ------------- | ------------- | ------------- | ------------- | ------ |
| Frauen                                                    |                      |               |               |               |               |        |
| Alice D’Amato                                             | Boden                | 13,033        | 28            | ausgeschieden | ausgeschieden | 28     |
| Asia D’Amato                                              | Boden                | 11,833        | 76            | ausgeschieden | ausgeschieden | 76     |
| Vanessa Ferrari                                           | Boden                | 14,166        | 1             | 14,200        | 2             | Silber |
| Martina Maggio                                            | Boden                | 12,700        | 45            | ausgeschieden | ausgeschieden | 45     |
| Lara Mori                                                 | Boden                | 13,400        | 19            | ausgeschieden | ausgeschieden | 19     |
| Alice D’Amato                                             | Schwebebalken        | 12,600        | 48            | ausgeschieden | ausgeschieden | 48     |
| Asia D’Amato                                              | Schwebebalken        | 13,133        | 30            | ausgeschieden | ausgeschieden | 30     |
| Vanessa Ferrari                                           | Schwebebalken        | 12,500        | 52            | ausgeschieden | ausgeschieden | 52     |
| Martina Maggio                                            | Schwebebalken        | 13,066        | 31            | ausgeschieden | ausgeschieden | 31     |
| Lara Mori                                                 | Schwebebalken        | 12,133        | 62            | ausgeschieden | ausgeschieden | 62     |
| Alice D’Amato                                             | Stufenbarren         | 14,233        | 18            | ausgeschieden | ausgeschieden | 18     |
| Asia D’Amato                                              | Stufenbarren         | 13,933        | 26            | ausgeschieden | ausgeschieden | 26     |
| Martina Maggio                                            | Stufenbarren         | 13,700        | 30            | ausgeschieden | ausgeschieden | 30     |
| Alice D’Amato                                             | Mehrkampf Einzel     | 54,199        | 20            | 51,899        | 20            | 20     |
| Asia D’Amato                                              | Mehrkampf Einzel     | 53,132        | 34            | ausgeschieden | ausgeschieden | 34     |
| Martina Maggio                                            | Mehrkampf Einzel     | 53,566        | 27            | 52,565        | 19            | 19     |
| Alice D’Amato Asia D’Amato Vanessa Ferrari Martina Maggio | Mehrkampf Mannschaft | 163,330       | 7             | 163,638       | 4             | 4      |
| Männer                                                    |                      |               |               |               |               |        |
| Ludovico Edalli                                           | Boden                | 13,733        | 33            | ausgeschieden | ausgeschieden | 33     |
| Ludovico Edalli                                           | Pauschenpferd        | 13,600        | 32            | ausgeschieden | ausgeschieden | 32     |
| Ludovico Edalli                                           | Ringe                | 13,333        | 45            | ausgeschieden | ausgeschieden | 45     |
| Marco Lodadio                                             | Ringe                | 14,633        | 9             | ausgeschieden | ausgeschieden | 9      |
| Ludovico Edalli                                           | Barren               | 13,166        | 60            | ausgeschieden | ausgeschieden | 60     |
| Ludovico Edalli                                           | Reck                 | 13,733        | 25            | ausgeschieden | ausgeschieden | 25     |
| Ludovico Edalli                                           | Mehrkampf Einzel     | 81,231        | 38            | ausgeschieden | ausgeschieden | 38     |

#### Rhythmische Sportgymnastik
| Athletinnen                                                                            | Wettbewerb | Qualifikation | Qualifikation | Finale        | Finale        | Rang   |
| Athletinnen                                                                            | Wettbewerb | Punkte        | Rang          | Punkte        | Rang          | Rang   |
| -------------------------------------------------------------------------------------- | ---------- | ------------- | ------------- | ------------- | ------------- | ------ |
| Frauen                                                                                 |            |               |               |               |               |        |
| Milena Baldassarri                                                                     | Einzel     | 96,050        | 6             | 99,625        | 6             | 6      |
| Alexandra Agiurgiuculese                                                               | Einzel     | 91,050        | 15            | ausgeschieden | ausgeschieden | 15     |
| Martina Centofanti Agnese Duranti Alessia Maurelli Daniela Mogurean Martina Santandrea | Gruppe     | 87,150        | 3             | 87,700        | 3             | Bronze |

### Volleyball
| Wettbewerb    | Frauen | Männer |
| ------------- | --- | --- |
| Athleten      | Indre Sorokaite Ofelia Malinov Monica De Gennaro Raphaela Folie Alessia Orro Caterina Bosetti Cristina Chirichella Anna Danesi Sarah Fahr Elena Pietrini Miriam Sylla Paola Egonu | Jiří Kovář Luca Vettori Osmany Juantorena Simone Giannelli Ivan Zaytsev Matteo Piano Massimo Colaci Gianluca Galassi Riccardo Sbertoli Simone Anzani Alessandro Michieletto Daniele Lavia |
| Trainer       | Davide Mazzanti | Gianlorenzo Blengini |
| Gruppenphase  | ROC (3:0) Türkei (3:1) Argentinien (3:0) China (0:3) Vereinigte Staaten (2:3) | Kanada (3:2) Polen (0:3) Japan (3:1) Iran (3:1) Venezuela (3:0) |
| Viertelfinale | Serbien (0:3) | Argentinien (2:3) |
| Halbfinale    | ausgeschieden | ausgeschieden |
| Finale        | ausgeschieden | ausgeschieden |
| Platzierung   | 6 | 6 |

### Wasserball
Mit dem Gewinn der Wasserball-Weltmeisterschaften 2019 in Gwangju hatte sich die italienische Wasserballnationalmannschaft der Männer für das olympische Wasserballturnier qualifiziert.
| Wettbewerb         | Männer |
| ------------------ | --- |
| Athleten           | Marco Del Lungo Francesco Di Fulvio Stefano Luongo Pietro Figlioli Nicholas Presciutti Alessandro Velotto Vincenzo Renzuto Gonzalo Echenique Niccolò Figari Michaël Bodegas Matteo Aicardi Vincenzo Dolce Gianmarco Nicosia |
| Gruppenphase       | Südafrika (21:2) Griechenland (6:6) Vereinigte Staaten (12:11) Japan (16:8) Ungarn (5:5) |
| Viertelfinale      | Serbien (6:10) |
| Platzierungsspiele | Vereinigte Staaten (6:7) Montenegro (18:17 n. PSO) |
| Halbfinale         | ausgeschieden |
| Finale             | ausgeschieden |
| Platzierung        | 7 |

### Wasserspringen
| Athleten                         | Wettbewerb           | Vorkampf | Vorkampf | Halbfinale    | Halbfinale    | Finale        | Finale        | Rang |
| Athleten                         | Wettbewerb           | Punkte   | Rang     | Punkte        | Rang          | Punkte        | Rang          | Rang |
| -------------------------------- | -------------------- | -------- | -------- | ------------- | ------------- | ------------- | ------------- | ---- |
| Frauen                           |                      |          |          |               |               |               |               |      |
| Noemi Batki                      | Turmspringen 10 m    | 226,95   | 27       | ausgeschieden | ausgeschieden | ausgeschieden | ausgeschieden | 27   |
| Sarah Jodoin Di Maria            | Turmspringen 10 m    | 291,05   | 15       | 294,00        | 14            | ausgeschieden | ausgeschieden | 14   |
| Elena Bertocchi Chiara Pellacani | Synchronspringen 3 m | —        | —        | —             | —             | 267,48        | 7             | 7    |
| Männer                           |                      |          |          |               |               |               |               |      |
| Lorenzo Marsaglia                | Kunstspringen 3 m    | 369,60   | 20       | ausgeschieden | ausgeschieden | ausgeschieden | ausgeschieden | 20   |
| Giovanni Tocci Lorenzo Marsaglia | Synchronspringen 3 m | —        | —        | —             | —             | 388,05        | 6             | 6    |